# Martna (gemeente)
Martna (Estisch: Martna vald) was een gemeente in de Estlandse provincie Läänemaa. De gemeente telde 739 inwoners (1 januari 2017) en had een oppervlakte van 270,6 km². In oktober 2017 werd Martna bij de fusiegemeente Lääne-Nigula gevoegd.
De landgemeente telde 34 dorpen, waarvan de hoofdplaats Martna, Rõude, Kirna en Kasari de grootste waren.
Een deel van de gemeente behoorde tot het Nationaal Park Matsalu.

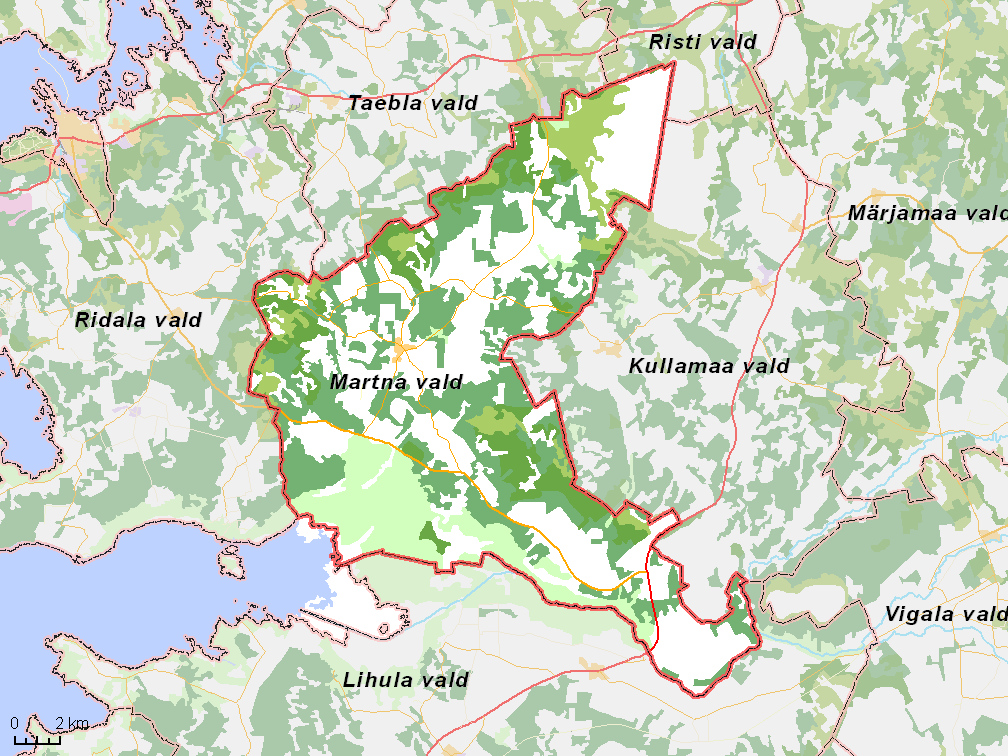
De gemeente met omliggende gemeenten, situatie begin 2013